# Анатолийска хипотеза
Анатолийската хипотеза или още и Анадолската хипотеза е основната алтернативна на курганната, за прародината на индоевропейските езици, респективно и на арийците. Локализира хипотетичната древна индоевропейска прародина в западната част на Мала Азия (днешна Турция – виж и произход на турците).
Хипотезата е формулирана през 1987 г. от британския археолог Колин Ренфрю, и е последица от разкриването на интересни артефакти в древното индоевропейско селище Чаталхьоюк. Според Ренфрю, индоевропейските находки там са с 3000 години по-стари от тези на курганната култура. В следващите години Ренфрю променя мнението си относно няколко различни пункта.
Изследванията на еволюционните новозеландски биолози Ръсел Грей и Куентин Аткинсън, въз основа на статистически анализ на думи от 87 мъртви и говорими индоевропейски езици (от приблизително известни 150), използвайки лексикални и статистически бази данни дава допълнителна тежест на тази алтернативна хипотеза спрямо предложената от Мария Гимбутас.
Въз основа на метода Монте Карло са генерирани милиони случайни „езикови дървета“ без оглед на историческа и езикова правдоподобност. Приема се, че степента на еволюция на клоните на езиковите дървета може да варира и те се разпределят на случаен принцип, но това вариране не може да бъде твърде голямо. По пътя на концентирираните съвпадения, се обуславя връзката и между арменски и исландски, въпреки че, в хода на еволюцията техния общ корен е почти неуловим.
Получените данни от Грей и Аткинсън сравнително надеждно определят възрастта на праиндоевропейския език, слагайки го като общ праезик във време от 7800 до 9800 година назад или средно около 8700 години, т.е. между 7800 г. пр.н.е. – 5800 г. пр.н.е., което ще рече средно около 6700 г. пр.н.е. Въз основа на това разделение, от ствола на индоевропейското дърво се отделя хетския на хетите с Хетското царство.
Джеймс Малори, редактор на специализираното научно издание „Индоевропейски изследвания“, е силно критичен към анатолийската хипотеза: трудно обясним е малкият брой индоевропейски езици в Анадола днес. Статистическите методи за реконструкция на еволюцията имат свои слабости и специфични проблеми за случая, което е и предмет на дискусия. Въпреки това, тази хипотеза остава другата основна алтернативна спрямо класическата, че индоевропейската прародина е в украинските степи на Стара Велика България. От друга страна, малоазийският западен район, включително и като мястото на древната Троя, е изключително богат на културно наследство и артефакти, което го прави твърде съблазнителен като хипотеза за локализация на древната индоевропейска родина.